# Onthophagus scaber
Onthophagus scaber es una especie de insecto del género Onthophagus, familia Scarabaeidae, orden Coleoptera.

Fue descrita científicamente por Roth en 1851.